# Adam Ludwig Lewenhaupt
Denna artikel handlar om den svenske greven och generalen Adam Ludwig Lewenhaupt. För andra personer med detta namn, eller andra betydelser, se Adam Ludvig Lewenhaupt (olika betydelser).
Adam Ludwig Lewenhaupt, född 15 april 1659 i fältlägret utanför Köpenhamn, död 12 februari 1719 i Moskva, var en svensk greve, riksråd och general. Han var gift med sin kusin Brita Dorothea Lewenhaupt (1663–1730) och ägare till Johannesbergs slott i Gottröra.

## Biografi
Lewenhaupt föddes 1659 i det svenska lägret vid Köpenhamn, son till greve Ludvig Wierich Lewenhaupt och grevinnan Charlotte zu Hohenlohe-Neuenstein und Gleichen. De bodde på Charlottenborgs slott vid Motala ström. Han blev föräldralös vid nio års ålder, men uppfostrades av Per Brahe d.y. Lewenhaupt utbildades vid Lunds universitet. Han ville egentligen bli diplomat, men vid 25 års ålder insåg han att han inte kunde bli det, och han värvades till armén av Nils Bielke.

### Turkiska krigen
Efter sin utbildning värvades han av Nils Bielke, (nu i bayersk tjänst) och deltog i ett krig mot Osmanska riket, ett krig som började 1684. Han stred i egentlig mening för den katolska ligan. Han deltog senare i pfalziska tronföljdskriget mot Frankrike, men återvände snart till Sverige. I kriget uppnådde han överstes rang.

### Stora nordiska kriget
Karl XII rekryterade honom strax efter det stora nordiska krigets utbrott, varvid Lewenhaupt tillsattes som befälhavare på den livländska fronten. Den 19 mars 1703 segrade han mot ryssarna vid Saladen, även om segern inte hade någon strategisk betydelse. Den 26 juli 1704 segrade han vid Jakobstadt. Segern hade ingen strategisk betydelse, men ryssarna tvingades vänta till hösten med fortsatta operationer.
Den 16 juli 1705 stod slaget vid Gemauerthof. En armé, under Lewenhaupts befäl på drygt 7 000 svenskar besegrade en rysk under Boris Sjeremetiev. Ryssarna var drygt 12 000 man. Segern hade ingen strategisk betydelse. Några veckor senare intog Ryssland hela Kurland och Lewenhaupt fick dra sig tillbaka.

### Ryska fälttåget
Under hela våren 1708 stod den svenska armén stilla i Vitryssland och förberedde sig inför detta års fälttåg. Kungen, Karl XII, beordrade 1708 Lewenhaupt att utrusta sig med 12 000 soldater samt proviant för tre månader, vilket han också gjorde. Han startade från Jelgava (i nuvarande Lettland) i slutet av juni 1708.
Färden på de dåliga och sumpiga vägarna i nuvarande Vitryssland gick dock extremt långsamt. Hela armén rörde sig knappt en mil per dag. Lewenhaupt hade svårt med att räkna ut var kungen befann sig. Lewenhaupt hade inte heller fått någon information av att fälttåget mot Moskva hade avbrutits, det fick han först reda på vid förläggningsområdet vid Mohilev. 
Under tiden hade Karl XII varit aktiv sedan början av juni och den 4 juli besegrat en stor rysk styrka i slaget vid Holowczyn. Därefter följde en månadslång väntan i Mogiljov innan huvudarmén gjorde en framstöt mot Smolensk innan brist på förnödenheter tvingade den att tåga söderut till Severien i mitten av september. Karl XII som trodde att Lewenhaupt befann sig mycket närmare huvudarmén än vad som var fallet försatte därmed Lewenhaupts armé i ett mycket utsatt läge. En stor rysk styrka avdelades för att attackera Lewenhaupts underlägsna kår. Lewenhaupt försökte åter komma ikapp kungen, men jagades istället upp vid Lesna, i nuvarande Vitryssland. Ryska armén stod under Peter den store. Efter åtta timmars strid stod det klart att ryssarna vunnit en avgörande seger. Lewenhaupt fortsatte söderut. Efter slaget hade han gett order om att marschen skulle fortsätta mot Propojsk, mitt i natten. All tross fraktades över en bro och förvirring uppstod. Soldaterna plundrade trossvagnarna och blev berusade. Lewenhaupt tvingades lämna kvar 1000-tals soldater i skogarna (en avdelning på 1500 man kom bort och dök upp i Riga ett par månader senare), resten följde med generalen till kungens huvudarmé. På grund av all förvirring tvingades Lewenhaupt bränna trossen  Efter trossbränningen förvärrades den hungersituation som rådde i det svenska lägret. Det var kallt och mycket svårt att få tag på mat, eftersom ryssarna hade bränt sina egna byar. Med det återstående infanteriet uppsatt på hästar genomfördes en snabb marsch söderut för att ansluta sig till huvudarmén och när man således den 10 oktober 1708 förenades med kungen och resten av den svenska armén vid Kostenitji, utanför Starodub, hade man bara 5 000 man  kvar och knappt någon träng. Detta medförde att hungerkatastrofen förvärrades.
Framåt våren 1709 hade svenskarna nu ankommit till Lillryssland, en del av dagens Ukraina, och bland annat stormat Veprik. Det hade börjat töa, men regnet ställde till det för svenskarna och det blev svårt att ta sig fram. Å andra sidan var det lättare att skaffa mat, då Ukraina inte var lika nedbränt som Vitryssland.

### Slaget vid Poltava
Mot sommaren hade tsaren bestämt sig för att strida mot svenskarna. Efter Lesna hade Lewenhaupt inte haft någon befälspost. Vid Poltava bestämde Karl XII, som själv inte kunde strida, på grund av en fotskada, att Carl Gustaf Rehnskiöld skulle vara befälhavare, och Lewenhaupt befälhavare för infanteriet, något som irriterade Lewenhaupt. Han ville ha befälet för hela den svenska armén, men fick alltså nöja sig med infanteriet, något som skulle skapa stora spänningar mellan Lewenhaupt och Rehnskiöld. De båda började öppet gräla om slagordningen, vilket försämrade soldaternas moral.
Infanteriets taktik var att de skulle försöka anfalla ryssarnas läger i skydd av mörkret och att ryssarna sedan förvirrat skulle stängas in av svenskarna.
Infanteriet bestod av 18 bataljoner, ryssarnas infanteri bestod av 42 bataljoner, 8 200 svenskar  mot 22 000 ryssar. Det svenska infanteriet formade två kolonner. Istället för fyra kolonner intar de svenska infanteristerna två linjer. Lewenhaupt missade att vidarebefordra denna instruktion till sina förbandschefer. Istället somnade Lewenhaupt. När Rehnskiöld upptäckte detta gav han direkt order till Lewenhaupt att omedelbart forma fyra kolonner, vilket också skedde.
Strax innan slaget inkallades Lewenhaupt till kungen för ett privat samtal. Lewenhaupt förnekade att detta samtal någonsin ägt rum, men Axel Gyllenkrok hävdar motsatsen. Infanteriet skulle också storma ryssarnas redutter, men ordern kom inte ut till alla befälhavare, eftersom Lewenhaupt inte tydligt klargjort Rehnskiölds order.
Lewenhaupt var till en början populär hos Karl XII men efter ett misslyckat fälttåg och kapitulationen vid Perevolotjna, blev kung Karl rasande och förlät honom aldrig. Kungen gjorde heller inget för att få honom frisläppt, ungefär samma situation som Magnus Stenbock hamnade i efter kapitulationen i Tönningen. Lewenhaupt avled i rysk fångenskap 1719 ovetande om att han året innan blivit utnämnd till riksråd av Ulrika Eleonora. Han begravdes i det Lewenhauptska gravkoret i Riddarholmskyrkan i Stockholm 1722.
I Statens porträttsamling på Gripsholms slott återfinns David von Kraffts målning av Lewenhaupt i rustning och fältbindel.